# Одошашвили, Звияд
Звияд Одошашвили — грузинский самбист, серебряный призёр Всемирных юношеских игр 2002 года, бронзовый призёр первенства Европы среди юниоров 2005 года, победитель и призёр международных турниров, бронзовый призёр чемпионата Европы по самбо 2017 года, бронзовый призёр чемпионата мира по самбо 2016 года. Выступал в лёгкой (до 62 кг) весовой категории. Принимал участие в чемпионате Европы 2014 года, где занял пятое место. Проживал в городе Тбилиси.